# Черниговка (Днепропетровская область)
Черниговка (укр. Чернігівка) — село,
Новомарьевский сельский совет,
Солонянский район,
Днепропетровская область,
Украина.
Код КОАТУУ — 1225084505. Население по переписи 2001 года составляло 64 человека .

## Географическое положение
Село Черниговка находится на берегу пересыхающего ручья, который через 5 км впадает в реку Базавлук,
выше по течению на расстоянии в 1,5 км расположено село Новомарьевка.
На расстоянии в 1 км расположено село Пивденное.